# Joseph-Alphida Crête
Pour l’article homonyme, voir Crête.
Joseph-Alphida Crête, né le 9 juillet 1890 à Saint-Stanislas et mort le 20 avril 1964 à Grand-Mère, est un opticien, optométriste et homme politique fédéral et provincial du Québec.

## Biographie
Né à Saint-Stanislas dans la région de la Mauricie, M. Crête étudia à l'Académie Sacré-Cœur de Grand-Mère et au Collège des optométristes du Québec.
Après avoir pratiqué son métier à La Tuque entre 1911 à 1916 et ensuite à Grand-Mère, il devint député du Parti libéral du Québec dans la circonscription provinciale de Laviolette en 1931. Il démissionna en 1935 pour devenir député du Parti libéral du Canada dans la circonscription fédérale de Saint-Maurice—Laflèche. Réélu en 1940, il fut défait en 1945. Sa défaite face au candidat du Bloc populaire canadien peut être attribuable à l'animosité des Québécois envers le Parti libéral et sa gestion de la Crise de la conscription de 1944.
De 1934 à 1949, il fut président du Collège des optométristes du Québec. Il mourut à Grand-Mère en 1964.